# Stadio Gundadalur

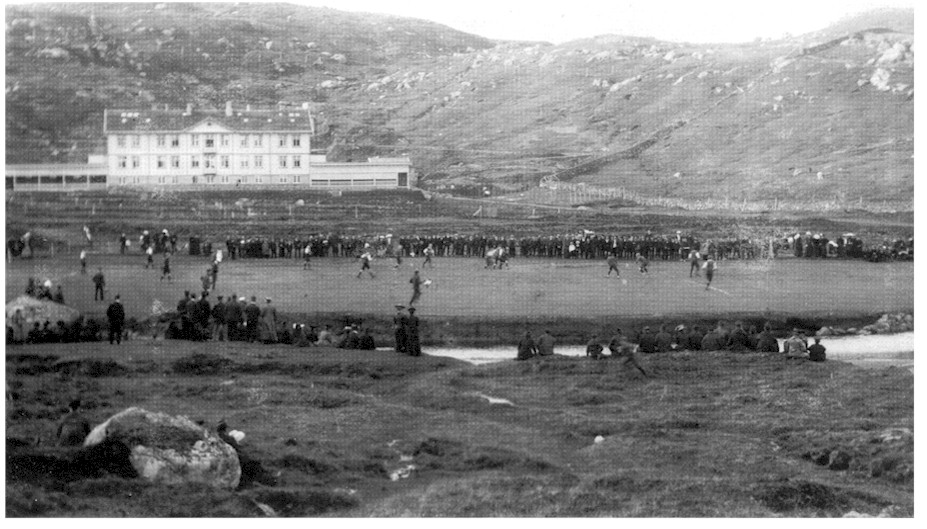
Stadio Gundadalur, 18 luglio 1909: prima foto nota di una partita di calcio fra due squadre delle Isole Fær Øer. L'HB Tórshavn batté per 3-1 il TB Tvøroyri.

Lo stadio Gundadalur è uno stadio di calcio di Tórshavn, sito nel quartiere di Gundadalur, nelle isole Fær Øer. È situato in prossimità del Tórsvøllur, l'impianto che ospita le partite della nazionale locale.
Lo stadio, che ha una capienza di 5000 spettatori tutti a sedere, ospita le partite di casa delle due squadre più blasonate dell'arcipelago, l'HB Tórshavn e il B36 Tórshavn. Forse il più antico fra gli stadi delle Fær Øer, ha ospitato la più antica partita di calcio documentata fra due squadre dell'arcipelago, il match del 18 luglio 1909 fra HB Tórshavn e TB Tvøroyri (risultato finale 3-1).
A fianco è presente anche una struttura minore, il Niðari vøllur, usata prevalentemente per gli allenamenti o per partite di minore importanza.